# 新亨镇
新亨镇，是中华人民共和国广东省揭阳市揭东区下辖的一个乡镇级行政单位。

## 行政区划
新亨镇下辖以下地区：
新亨社区、硕和村、硕榕村、硕联村、楼下村、秋江村、北良村、白石村、仙美村、英花村、坪埔村、溢溪村、下坝村和五房村。